# Washington (Arkansas)
Washington is een city in Hempstead County, Arkansas. In 2000 had de city een totale bevolking van 148. Het stadje heeft een oppervlakte van 2,6 km².

## Geschiedenis
Vanaf zijn oprichting in 1824, was Washington een belangrijke stopplaats langs de Zuidwest tocht naar Texas.

## Plaatsen in de nabije omgeving
De onderstaande figuur toont nabijgelegen plaatsen in een straal van 16 km rond Washington.